# 경주시민축구단
경주 시민 FC(Gyeongju Citizen Football Club)는 대한민국 경상북도 경주시에 있었던 축구 선수단이다. 경주시축구협회 산하 경주시민축구단이 운영했던 남자 세미프로 축구단이며, 2008년에 창단했고 2020년에 해단되었다. 경주시를 연고지로 하고 경주시민운동장을 홈 경기장으로 사용하여 K3리그에 참가했었다. 2008년 3월 7일에 창단되어 2008년 K3리그에 참가하였다. 2020년 12월 11일, 경주시청이 경주 시민축구단 해체를 통보하였다.

## 역대 성적
| 시즌 | 리그   | 리그   | FA컵 | ACL | 기타                        |
| 시즌 | 디비전 | 순위   | FA컵 | ACL | 기타                        |
| ---- | ------ | ------ | ---- | --- | --------------------------- |
| 2008 | 3      | 11     | -    | -   | -                           |
| 2009 | 3      | 9      | -    | -   | -                           |
| 2010 | 3      | 2      | 1R   | -   | K3리그 챔피언쉽: 우승       |
| 2011 | 3      | 4      | 2R   | -   | 챌린저스리그 챔피언쉽: 우승 |
| 2012 | 3      | 4(B조) | 32강 | -   | -                           |
| 2013 | 4      | 3(B조) | 1R   | -   | 챌린저스리그 챔피언쉽: 준PO |
| 2014 | 4      | 5(A조) | 1R   | -   | -                           |
| 2015 | 4      | 2(A조) | 2R   | -   | K3리그 챔피언쉽: 준우승     |
| 2016 | 4      | 10     | 16강 | -   | -                           |
| 2017 | 4      | 8      | 3R   | -   | -                           |
| 2018 | 4      | 1      | 32강 | -   | K3리그A 챔피언쉽: 우승      |
| 2019 | 4      | 2      | 3R   | -   | K3리그A 챔피언쉽: 1R        |
| 2020 | 3      | 14     | 3R   | -   | -                           |